# Џолин Цај
Џолин Цај (кин: 蔡依林, романизовано као Jolin Tsai; Тајпеј, 15. септембар 1980) тајванска је певачица, глумица, текстописац и плесачица.

## Дискографија
- 1019 (1999)
- (2000)
- (2000)
- (2001)
- (2003)
- (2004)
- (2005)
- (2006)
- (2007)
- (2009)
- (2010)
- (2012)
- (2014)
- (2018)

## Турнеје
- (2004-06)
- (2006-09)
- (2010-13)
- (2015-16)
- (2019-24)